# Bob de Moor
Bob de Moor   (Anvers, 20 de desembre de 1925 - àrea metropolitana de Brussel·les, 26 d'agost de 1992) pseudònim de Robert Frans Marie de Moor , fou un dibuixant belga. Al llarg de la seva vida va fer diverses sèries de dibuixos. Destacà també com a mà dreta d'Hergé a molts números de Tintín.

## Biografia
Va estudiar a l'acadèmia de Belles Arts d'Ambers, en acabat va entrar a l'estudi d'animació Afim. Entre el 1945 i el 1946 va treballar a la revista flamenca Kleine Zondagsvriend, dibuixant les històries de Cori, de Scheepsjongen (en francès "Bart le Moussaillon"), i d'altres personatges, com l'inspector Mark, el professor Hobbel i el seu ajudant Sobbel.
El 1947 va publicar el seu primer àlbum en francès, Le mystère du vieux château-fort, amb guió de John van Looveren. A revistes flamenques va publicar diverses historietes, com Monneke en Johnekke, Janneke en Stanneke, De Leeuw van Vlaanderen, De Koene Edelman, Tijl Uilenspiegel o Het Leven van J.B. de la Salle. Va treballar tant per la revista Tintín (Bouboule et Noiraud, Professeur Troc, Barelli, etc.) com per la seva equivalent flamenca, Kuifje (De Leeuw van Vlaanderen, De Kerels van Vlaanderen, etc.).
A 1950 va entrar a treballar als Estudis Hergé, on es va convertir en el seu primer ajudant, supervisant els decorats d'alguns àlbums de Tintín, com L'illa negra o Objectiu: la Lluna. Va participar també a la producció de les versions als dibuixos animats d'El Temple del Sol i Tintín al llac dels taurons. La seva petjada és evident a obres com Tintín i els «Pícaros», on es va encarregar de gran part treball gràfic. Tot i això mai va voler signar cap dels àlbums de Tintín.
Entre 1951 i 1956 va produir noves sèries, com Nonkel Zigomar, Snoe en Snolleke, etc. El 1959 va crear per la revista Tintín, Pirates d'Eau Douce, i el 1970 va dibuixar l'episodi Le Repaire du Loup de la sèrie Lefranc, creada per Jacques Martin.
Mort Hergé, el 1983 va voler completar l'àlbum incomplet Tintín i l'Art-Alfa, però Fanny, vídua del creador de Tintín, va decidir que l'àlbum fos publicat amb els esbossos d'Hergé. El 1989, va completar la segona part de Les tres fórmules del professor Sato, aventura de Blake i Mortimer que Edgar Pierre Jacobs no va finalitzar en morir el 1987. Aquest mateix any fou nomenat director artístic d'Edicions de Lombard, i des de llavors va presidir també el consell d'administració del Centre belge de la bande dessinée (CBBD), a Brussel·les. Va morir el 1992, i el seu darrer àlbum fou acabat pel seu fill, el també dibuixant Johan de Moor.

## Obra i personatges
Algunes de les obres més destacades de Bob de Moor són:
- Les aventures de Johan i Stephan
- Les aventures de Barelli
- Cori le Moussaillon